# Mario Tres
Mario Tres fue un deportista italiano que compitió en remo. Ganó seis medallas en el Campeonato Europeo de Remo entre los años 1908 y 1911.

## Palmarés internacional
| Campeonato Europeo | Campeonato Europeo        | Campeonato Europeo | Campeonato Europeo |
| Año                | Lugar                     | Medalla            | Prueba             |
| ------------------ | ------------------------- | ------------------ | ------------------ |
| 1908               | Lucerna (Suiza)           | Medalla de oro     | Cuatro con timonel |
| 1909               | Juvisy-sur-Orge (Francia) | Medalla de oro     | Cuatro con timonel |
| 1909               | Juvisy-sur-Orge (Francia) | Medalla de plata   | Ocho con timonel   |
| 1910               | Ostende (Bélgica)         | Medalla de oro     | Cuatro con timonel |
| 1911               | Como (Italia)             | Medalla de oro     | Ocho con timonel   |
| 1911               | Como (Italia)             | Medalla de plata   | Cuatro con timonel |